# Hraniční přechod Velké Kunětice – Sławniowice I
Hraniční přechod Velké Kunětice – Sławniowice I (polsky Przejście graniczne Sławniowice – Velké Kunětice) je bývalý silniční hraniční přechod na česko-polské státní hranici na hraničním úseku II/168/11 - II/168/12 mezi českou obcí Velké Kunětice (okres Jeseník, Olomoucký kraj) a polskou obcí Sławniowice (okres Nisa, Opolské vojvodství). Přechod leží západně od obce v nadmořské výšce 340 m n. m. na silnici II/455; v místech přechodu vede podél státní hranice na české straně silnice II/457. Před zrušením byl určen pro pěší, cyklisty a motoristy.
Hraniční přechod byl zrušen při vstupu České republiky do Schengenského prostoru v roce 2007. V případě dočasného znovuzavedení ochrany vnitřních hranic je provoz na hraničním přechodu upraven Sdělením Ministerstva vnitra č. 395/2021 Sb.

## Další informace
U přechodu je vyhlídka Výhled a býval zde hostinec a celnice.